# العلاقات الإسبانية المالطية
العلاقات الإسبانية المالطية هي العلاقات الثنائية التي تجمع بين إسبانيا ومالطا.

## مقارنة بين البلدين
هذه مقارنة عامة ومرجعية للدولتين:
| وجه المقارنة                                              | إسبانيا                                                                             | مالطا                                                     |
| --------------------------------------------------------- | ----------------------------------------------------------------------------------- | --------------------------------------------------------- |
| المساحة (كم2)                                             | 505.99 ألف                                                                          | 316                                                       |
| عدد السكان (نسمة)                                         | 46.73 مليون                                                                         | 465.29 ألف                                                |
| الكثافة السكانية (ن./كم²)                                 | 92.35                                                                               | 147.24 ألف                                                |
| العاصمة                                                   | مدريد                                                                               | فاليتا                                                    |
| اللغة الرسمية                                             | اللغة الإسبانية، اللغة الغاليسية، لغة بشكنشية، اللغة الكتالونية، اللغة الأوكسيتانية | اللغة المالطية، لغة إنجليزية                              |
| العملة                                                    | يورو، بيزيتا إسبانية                                                                | يورو، ليرة مالطية                                         |
| الناتج المحلي الإجمالي (بليون دولار)                      | 1.31 تريليون                                                                        | 12.54 مليار                                               |
| الناتج المحلي الإجمالي (تعادل القوة الشرائية) بليون دولار | 1.77 تريليون                                                                        | 14.68 مليار                                               |
| الناتج المحلي الإجمالي الاسمي للفرد دولار أمريكي          | 28.16 ألف                                                                           | 22.60 ألف                                                 |
| الناتج المحلي الإجمالي للفرد دولار أمريكي                 | 38.00 ألف                                                                           |                                                           |
| مؤشر التنمية البشرية                                      | 0.876                                                                               | 0.839                                                     |
| رمز المكالمات الدولي                                      | +34                                                                                 | +356                                                      |
| رمز الإنترنت                                              | .es                                                                                 | .mt                                                       |
| المنطقة الزمنية                                           | ت ع م+01:00، ت ع م+02:00                                                            | توقيت وسط أوروبا، ت ع م+01:00، ت ع م+02:00، أوروبا/مالطا ‏ |

## مدن متوأمة
في ما يلي قائمة باتفاقيات التوأمة بين مدن إسبانية ومالطية:
- ترتبط طشانة مع الزيتون باتفاقية توأمة.
- ترتبط Torrent, Valencia [الإنجليزية]‏ مع رحل الزبوج [الإنجليزية]‏ باتفاقية توأمة.
- ترتبط ألتيا مع مارساسكالا باتفاقية توأمة.

## منظمات دولية مشتركة
يشترك البلدان في عضوية مجموعة من المنظمات الدولية، منها:
| علم المنظمة | اسم المنظمة                               | تاريخ انضمام إسبانيا | تاريخ انضمام مالطا |
| ----------- | ----------------------------------------- | -------------------- | ------------------ |
|             | الاتحاد الأوروبي                          | 1986                 | 1 مايو 2004        |
|             | وكالة ضمان الاستثمار متعدد الأطراف        | 29 أبريل 1988        | 12 سبتمبر 1990     |
|             | الأمم المتحدة                             | 14 ديسمبر 1955       | 1 ديسمبر 1964      |
|             | الفريق المعني برصد الأرض                  | ?                    | ?                  |
|             | منظمة حظر الأسلحة الكيميائية              | ?                    | ?                  |
|             | منظمة التجارة العالمية                    | ?                    | ?                  |
|             | منظمة الشرطة الجنائية الدولية             | ?                    | ?                  |
|             | منظمة الأمن والتعاون في أوروبا            | 25 يونيو 1973        | 25 يونيو 1973      |
|             | يونسكو                                    | 30 يناير 1953        | 10 فبراير 1965     |
|             | مجلس أوروبا                               | ?                    | ?                  |
|             | الاتحاد البريدي العالمي                   | ?                    | ?                  |
|             | البنك الدولي للإنشاء والتعمير             | 15 سبتمبر 1958       | 26 سبتمبر 1983     |
|             | المنظمة الهيدروغرافية الدولية             | ?                    | ?                  |
|             | الاتحاد الدولي للاتصالات                  | 1866                 | 1965               |
|             | مؤسسة التمويل الدولية                     | 24 مارس 1960         | 1 يونيو 2005       |
|             | المنظمة الأوروبية لسلامة الملاحة الجوية   | 1997                 | 1989               |
|             | المركز الدولي لتسوية المنازعات الاستشارية | 17 سبتمبر 1994       | 3 ديسمبر 2003      |
|             | مجموعة أستراليا                           | 1985                 | 2004               |
|             | مجموعة الموردين النوويين                  | ?                    | ?                  |

## وصلات خارجية
- موقع وزارة الخارجية الإسبانية
- موقع وزارة الخارجية المالطية